# Acracona remipedalis
Acracona remipedalis is een vlinder van de familie van de snuitmotten (Pyralidae). De wetenschappelijke naam van deze soort is voor het eerst voorgesteld door Ferdinand Karsch in een publicatie uit 1900.
De soort komt voor in Sierra Leone, Togo en Nigeria.